# Ungdomskollegiet (Sønderborg)
 For alternative betydninger, se Ungdomskollegiet. (Se også artikler, som begynder med Ungdomskollegiet)
Ungdomskollegiet i Sønderborg er oprettet i 1969 og renoveret i 2001. Det er en selvejende institution. Der er 78 værelser på 17 m², 30 etrums boliger på 26 m² og 20 torums boliger på 37 m². Sønderborg har som uddannelsesby flere kollegier. Byen huser bl.a. en afdeling af Syddansk Universitet.